# Liste der Nummer-eins-Hits in Japan (2021)
Diese Liste der japanischen Nummer-eins-Hits enthält die Daten von 2021. Alle Angaben basieren auf den offiziellen japanischen Charts von Oricon.

## Singles
| ← 2020 ← | Liste der Nummer-eins-Hits in Japan | Liste der Nummer-eins-Hits in Japan | Liste der Nummer-eins-Hits in Japan                                                                       | 2022 →                    |
| \| Zeitraum \| Wo. ges. \| Interpret \| Titel Autor(en) \| Zusätzliche Informationen \| \| (Zeitraum, Wochen auf Platz eins, Interpret, Titel, Autor[en], zusätzliche Informationen) \| \| \| \| \| \| ----------------------------------------------------------------------------------------- \| -------- \| ---------------------------- \| --------------------------------------------------------------------------------------------------------- \| ------------------------- \| \| 28. Dezember 2020 – 3. Januar 2021 1 Woche (insgesamt 2) \| 2 \| NiziU \| Step and a Step \| – \| \| 4. Januar 2021 – 10. Januar 2021 1 Woche \| 1 \| Poppin’Party \| Photograph \| – \| \| 11. Januar 2021 – 17. Januar 2021 1 Woche \| 1 \| Johnny’s West \| Shukan Umakuiku Yobi 週刊うまくいく曜日 \| – \| \| 18. Januar 2021 – 24. Januar 2021 1 Woche \| 1 \| Snow Man \| Grandeur \| – \| \| 25. Januar 2021 – 31. Januar 2021 1 Woche \| 1 \| Nogizaka46 \| Boku wa Boku o Suki ni Naru 僕は僕を好きになる \| – \| \| 1. Februar 2021 – 7. Februar 2021 1 Woche \| 1 \| SKE48 \| Koiochi Flag 恋落ちフラグ \| – \| \| 8. Februar 2021 – 14. Februar 2021 1 Woche \| 1 \| Kanjani8 関ジャニ∞ \| Kimitomi Taisekai キミトミタイセカイ \| – \| \| 15. Februar 2021 – 21. Februar 2021 1 Woche \| 1 \| SixTones \| Boku ga Boku Janai Mitai da 僕が僕じゃないみたいだ \| – \| \| 22. Februar 2021 – 28. Februar 2021 1 Woche \| 1 \| Kis-My-Ft2 \| Luv Bias \| – \| \| 1. März 2021 – 7. März 2021 1 Woche \| 1 \| Beyooooonds \| Gekikara Love / Now Now Ningen / Konna Hazu ja Nakatta! 激辛LOVE/Now Now Ningen/こんなハズジャナカッター! \| – \| \| 8. März 2021 – 14. März 2021 1 Woche \| 1 \| KAT-TUN \| Roar \| – \| \| 15. März 2021 – 21. März 2021 1 Woche \| 1 \| Da Pump \| Dream on the Street \| – \| \| 22. März 2021 – 28. März 2021 1 Woche \| 1 \| Sexy Zone \| Let’s Music \| – \| \| 29. März 2021 – 4. April 2021 1 Woche \| 1 \| Jaejoong \| Breaking Dawn \| – \| \| 5. April 2021 – 11. April 2021 1 Woche \| 1 \| NiziU \| Take a Picture/Poppin’ Shakin’ \| – \| \| 12. April 2021 – 18. April 2021 1 Woche \| 1 \| Sakurazaka46 \| Ban \| – \| \| 19. April 2021 – 25. April 2021 1 Woche \| 1 \| Seventeen \| Not Alone ひとりじゃない \| – \| \| 26. April 2021 – 2. Mai 2021 1 Woche \| 1 \| JO1 \| Challenger (Born to Be Wild) \| – \| \| 3. Mai 2021 – 9. Mai 2021 1 Woche \| 1 \| Johnny’s West \| Something New サムシング・ニュー \| – \| \| 10. Mai 2021 – 16. Mai 2021 1 Woche \| 1 \| Hey! Say! Jump \| Negative Fighter ネガティブファイター \| – \| \| 17. Mai 2021 – 23. Mai 2021 1 Woche \| 1 \| King & Prince \| Magic Touch / Beating Hearts \| – \| \| 24. Mai 2021 – 30. Mai 2021 1 Woche \| 1 \| Hinatazaka46 \| Kimi Shika Katan 君しか勝たん \| – \| \| 31. Mai 2021 – 6. Juni 2021 1 Woche \| 1 \| V6 \| Bokura wa Mada / Magic Carpet Ride \| – \| \| 7. Juni 2021 – 13. Juni 2021 1 Woche \| 1 \| Nogizaka46 \| ごめんねFingers crossed \| – \| \| 14. Juni 2021 – 20. Juni 2021 1 Woche \| 1 \| Kenshi Yonezu 米津 玄師 \| Pale Blue \| – \| \| 21. Juni 2021 – 27. Juni 2021 1 Woche \| 1 \| Kanjani8 関ジャニ∞ \| Hitori ni shinai yo ひとりにしないよ \| – \| \| 28. Juni 2021 – 4. Juli 2021 1 Woche \| 1 \| News \| Burn \| – \| \| 5. Juli 2021 – 11. Juli 2021 1 Woche \| 1 \| Enhypen \| Given-Taken (Japanese Ver.) \| – \| \| 12. Juli 2021 – 18. Juli 2021 1 Woche \| 1 \| Snow Man \| Hello Hello \| – \| \| 19. Juli 2021 – 25. Juli 2021 1 Woche \| 1 \| Kinki Kids \| アン/ペア \| – \| \| 26. Juli 2021 – 1. August 2021 1 Woche \| 1 \| Johnny’s West ジャニーズWEST \| Dekkai Ai / Kido Airaku でっかい愛/喜努愛楽 \| – \| \| 2. August 2021 – 8. August 2021 1 Woche \| 1 \| Sexy Zone \| Natsu no Hydrangea 夏のハイドレンジア \| – \| \| 9. August 2021 – 15. August 2021 1 Woche \| 1 \| SixTones \| Mascara マスカラ \| – \| \| 16. August 2021 – 22. August 2021 1 Woche \| 1 \| JO1 \| Stranger (Real) \| – \| \| 23. August 2021 – 29. August 2021 1 Woche \| 1 \| Hey! Say! Jump \| Gunjo Runaway 群青ランナウェイ \| – \| \| 30. August 2021 – 5. September 2021 1 Woche \| 1 \| SKE48 \| Ano Koro no Kimi wo Mitsuketa あの頃の君を見つけた \| – \| \| 6. September 2021 – 12. September 2021 1 Woche \| 1 \| KAT-TUN \| We Just Go Hard (feat. AK-69/Euphoria) \| – \| \| 13. September 2021 – 19. September 2021 1 Woche \| 1 \| Kis-My-Ft2 \| Fear / So Blue \| – \| \| 20. September 2021 – 26. September 2021 1 Woche \| 1 \| Nogizaka46 \| Kimi ni Shikarareta 君に叱られた \| – \| \| 27. September 2021 – 3. Oktober 2021 1 Woche \| 1 \| AKB48 \| Nemohamo Rumor 根も葉もRumor \| – \| \| 4. Oktober 2021 – 10. Oktober 2021 1 Woche \| 1 \| King & Prince \| Koi Furu Tsukiyo ni Kimi Omou 恋降る月夜に君想ふRumor \| – \| \| 11. Oktober 2021 – 17. Oktober 2021 1 Woche \| 1 \| Sakurazaka46 櫻坂46 \| Nagaredama 流れ弾 \| – \| \| 18. Oktober 2021 – 24. Oktober 2021 1 Woche \| 1 \| STU48 \| Hetare Tachi yo ヘタレたちよ \| – \| \| 25. Oktober 2021 – 31. Oktober 2021 1 Woche \| 1 \| Hinatazaka46 日向坂46 \| Tteka ってか \| – \| \| 1. November 2021 – 7. November 2021 1 Woche \| 1 \| INI \| A (Rocketeer/Brighter) \| – \| \| 8. November 2021 – 14. November 2021 1 Woche (insgesamt 2) \| 2 \| Naniwa Danshi なにわ男子 \| Ubu Love 初心Love \| – \| \| 15. November 2021 – 21. November 2021 1 Woche \| 1 \| NEWS \| Mirai e/ReBorn 未来へ/Reborn \| – \| \| 22. November 2021 – 28. November 2021 1 Woche \| 1 \| Hey! Say! Jump \| Sing-along \| – \| \| 29. November 2021 – 5. Dezember 2021 1 Woche \| 1 \| Snow Man \| Secret Touch \| – \| \| 6. Dezember 2021 – 12. Dezember 2021 1 Woche \| 1 \| Seventeen \| Power of Love あいのちから \| – \| \| 13. Dezember 2021 – 19. Dezember 2021 1 Woche \| 1 \| JO1 \| Wandering 僕らの季節/Prologue \| – \| \| 20. Dezember 2021 – 26. Dezember 2021 1 Woche \| 1 \| Bump of Chicken \| Nanairo なないろ \| – \| \| 27. Dezember 2021 – 2. Januar 2022 1 Woche \| 1 \| King Gnu \| Ichizu/Sakayume 一途/逆夢 \| – \| |                                     |                                     | |                           |
| ← 2020 |                                     |                                     | | → 2022 →                  |
| Zeitraum | Wo. ges.                            | Interpret                           | Titel Autor(en)                                                                                           | Zusätzliche Informationen |
| (Zeitraum, Wochen auf Platz eins, Interpret, Titel, Autor[en], zusätzliche Informationen) |                                     |                                     | |                           |
| 28. Dezember 2020 – 3. Januar 2021 1 Woche (insgesamt 2) | 2                                   | NiziU                               | Step and a Step                                                                                           | –                         |
| 4. Januar 2021 – 10. Januar 2021 1 Woche | 1                                   | Poppin’Party                        | Photograph                                                                                                | –                         |
| 11. Januar 2021 – 17. Januar 2021 1 Woche | 1                                   | Johnny’s West                       | Shukan Umakuiku Yobi 週刊うまくいく曜日                                                                   | –                         |
| 18. Januar 2021 – 24. Januar 2021 1 Woche | 1                                   | Snow Man                            | Grandeur                                                                                                  | –                         |
| 25. Januar 2021 – 31. Januar 2021 1 Woche | 1                                   | Nogizaka46                          | Boku wa Boku o Suki ni Naru 僕は僕を好きになる                                                            | –                         |
| 1. Februar 2021 – 7. Februar 2021 1 Woche | 1                                   | SKE48                               | Koiochi Flag 恋落ちフラグ                                                                                 | –                         |
| 8. Februar 2021 – 14. Februar 2021 1 Woche | 1                                   | Kanjani8 関ジャニ∞                  | Kimitomi Taisekai キミトミタイセカイ                                                                      | –                         |
| 15. Februar 2021 – 21. Februar 2021 1 Woche | 1                                   | SixTones                            | Boku ga Boku Janai Mitai da 僕が僕じゃないみたいだ                                                        | –                         |
| 22. Februar 2021 – 28. Februar 2021 1 Woche | 1                                   | Kis-My-Ft2                          | Luv Bias                                                                                                  | –                         |
| 1. März 2021 – 7. März 2021 1 Woche | 1                                   | Beyooooonds                         | Gekikara Love / Now Now Ningen / Konna Hazu ja Nakatta! 激辛LOVE/Now Now Ningen/こんなハズジャナカッター! | –                         |
| 8. März 2021 – 14. März 2021 1 Woche | 1                                   | KAT-TUN                             | Roar | –                         |
| 15. März 2021 – 21. März 2021 1 Woche | 1                                   | Da Pump                             | Dream on the Street                                                                                       | –                         |
| 22. März 2021 – 28. März 2021 1 Woche | 1                                   | Sexy Zone                           | Let’s Music                                                                                               | –                         |
| 29. März 2021 – 4. April 2021 1 Woche | 1                                   | Jaejoong                            | Breaking Dawn                                                                                             | –                         |
| 5. April 2021 – 11. April 2021 1 Woche | 1                                   | NiziU                               | Take a Picture/Poppin’ Shakin’                                                                            | –                         |
| 12. April 2021 – 18. April 2021 1 Woche | 1                                   | Sakurazaka46                        | Ban | –                         |
| 19. April 2021 – 25. April 2021 1 Woche | 1                                   | Seventeen                           | Not Alone ひとりじゃない                                                                                  | –                         |
| 26. April 2021 – 2. Mai 2021 1 Woche | 1                                   | JO1                                 | Challenger (Born to Be Wild)                                                                              | –                         |
| 3. Mai 2021 – 9. Mai 2021 1 Woche | 1                                   | Johnny’s West                       | Something New サムシング・ニュー                                                                          | –                         |
| 10. Mai 2021 – 16. Mai 2021 1 Woche | 1                                   | Hey! Say! Jump                      | Negative Fighter ネガティブファイター                                                                     | –                         |
| 17. Mai 2021 – 23. Mai 2021 1 Woche | 1                                   | King & Prince                       | Magic Touch / Beating Hearts                                                                              | –                         |
| 24. Mai 2021 – 30. Mai 2021 1 Woche | 1                                   | Hinatazaka46                        | Kimi Shika Katan 君しか勝たん                                                                             | –                         |
| 31. Mai 2021 – 6. Juni 2021 1 Woche | 1                                   | V6                                  | Bokura wa Mada / Magic Carpet Ride                                                                        | –                         |
| 7. Juni 2021 – 13. Juni 2021 1 Woche | 1                                   | Nogizaka46                          | ごめんねFingers crossed                                                                                   | –                         |
| 14. Juni 2021 – 20. Juni 2021 1 Woche | 1                                   | Kenshi Yonezu 米津 玄師             | Pale Blue                                                                                                 | –                         |
| 21. Juni 2021 – 27. Juni 2021 1 Woche | 1                                   | Kanjani8 関ジャニ∞                  | Hitori ni shinai yo ひとりにしないよ                                                                      | –                         |
| 28. Juni 2021 – 4. Juli 2021 1 Woche | 1                                   | News                                | Burn | –                         |
| 5. Juli 2021 – 11. Juli 2021 1 Woche | 1                                   | Enhypen                             | Given-Taken (Japanese Ver.)                                                                               | –                         |
| 12. Juli 2021 – 18. Juli 2021 1 Woche | 1                                   | Snow Man                            | Hello Hello                                                                                               | –                         |
| 19. Juli 2021 – 25. Juli 2021 1 Woche | 1                                   | Kinki Kids                          | アン/ペア                                                                                                 | –                         |
| 26. Juli 2021 – 1. August 2021 1 Woche | 1                                   | Johnny’s West ジャニーズWEST        | Dekkai Ai / Kido Airaku でっかい愛/喜努愛楽                                                               | –                         |
| 2. August 2021 – 8. August 2021 1 Woche | 1                                   | Sexy Zone                           | Natsu no Hydrangea 夏のハイドレンジア                                                                     | –                         |
| 9. August 2021 – 15. August 2021 1 Woche | 1                                   | SixTones                            | Mascara マスカラ                                                                                          | –                         |
| 16. August 2021 – 22. August 2021 1 Woche | 1                                   | JO1                                 | Stranger (Real)                                                                                           | –                         |
| 23. August 2021 – 29. August 2021 1 Woche | 1                                   | Hey! Say! Jump                      | Gunjo Runaway 群青ランナウェイ                                                                            | –                         |
| 30. August 2021 – 5. September 2021 1 Woche | 1                                   | SKE48                               | Ano Koro no Kimi wo Mitsuketa あの頃の君を見つけた                                                        | –                         |
| 6. September 2021 – 12. September 2021 1 Woche | 1                                   | KAT-TUN                             | We Just Go Hard (feat. AK-69/Euphoria)                                                                    | –                         |
| 13. September 2021 – 19. September 2021 1 Woche | 1                                   | Kis-My-Ft2                          | Fear / So Blue                                                                                            | –                         |
| 20. September 2021 – 26. September 2021 1 Woche | 1                                   | Nogizaka46                          | Kimi ni Shikarareta 君に叱られた                                                                          | –                         |
| 27. September 2021 – 3. Oktober 2021 1 Woche | 1                                   | AKB48                               | Nemohamo Rumor 根も葉もRumor                                                                              | –                         |
| 4. Oktober 2021 – 10. Oktober 2021 1 Woche | 1                                   | King & Prince                       | Koi Furu Tsukiyo ni Kimi Omou 恋降る月夜に君想ふRumor                                                     | –                         |
| 11. Oktober 2021 – 17. Oktober 2021 1 Woche | 1                                   | Sakurazaka46 櫻坂46                 | Nagaredama 流れ弾                                                                                         | –                         |
| 18. Oktober 2021 – 24. Oktober 2021 1 Woche | 1                                   | STU48                               | Hetare Tachi yo ヘタレたちよ                                                                              | –                         |
| 25. Oktober 2021 – 31. Oktober 2021 1 Woche | 1                                   | Hinatazaka46 日向坂46               | Tteka ってか                                                                                              | –                         |
| 1. November 2021 – 7. November 2021 1 Woche | 1                                   | INI                                 | A (Rocketeer/Brighter)                                                                                    | –                         |
| 8. November 2021 – 14. November 2021 1 Woche (insgesamt 2) | 2                                   | Naniwa Danshi なにわ男子            | Ubu Love 初心Love                                                                                         | –                         |
| 15. November 2021 – 21. November 2021 1 Woche | 1                                   | NEWS                                | Mirai e/ReBorn 未来へ/Reborn                                                                              | –                         |
| 22. November 2021 – 28. November 2021 1 Woche | 1                                   | Hey! Say! Jump                      | Sing-along                                                                                                | –                         |
| 29. November 2021 – 5. Dezember 2021 1 Woche | 1                                   | Snow Man                            | Secret Touch                                                                                              | –                         |
| 6. Dezember 2021 – 12. Dezember 2021 1 Woche | 1                                   | Seventeen                           | Power of Love あいのちから                                                                                | –                         |
| 13. Dezember 2021 – 19. Dezember 2021 1 Woche | 1                                   | JO1                                 | Wandering 僕らの季節/Prologue                                                                             | –                         |
| 20. Dezember 2021 – 26. Dezember 2021 1 Woche | 1                                   | Bump of Chicken                     | Nanairo なないろ                                                                                          | –                         |
| 27. Dezember 2021 – 2. Januar 2022 1 Woche | 1                                   | King Gnu                            | Ichizu/Sakayume 一途/逆夢                                                                                 | –                         |

## Alben
| ← 2020 ← | Liste der Nummer-eins-Hits in Japan | Liste der Nummer-eins-Hits in Japan    | Liste der Nummer-eins-Hits in Japan                                                                | 2022 →                    |
| \| Zeitraum \| Wo. ges. \| Interpret \| Titel \| Zusätzliche Informationen \| \| (Zeitraum, Wochen auf Platz eins, Interpret, Titel, zusätzliche Informationen) \| \| \| \| \| \| ------------------------------------------------------------------------------ \| -------- \| -------------------------------------- \| -------------------------------------------------------------------------------------------------- \| ------------------------- \| \| 28. Dezember 2020 – 3. Januar 2021 1 Woche (insgesamt 2) \| 2 \| Arashi 嵐 \| This Is Arashi This Is 嵐 \| – \| \| 4. Januar 2021 – 10. Januar 2021 1 Woche \| 1 \| SixTones \| 1ST \| – \| \| 11. Januar 2021 – 17. Januar 2021 1 Woche \| 1 \| Hypnosis Mic: Division Rap Battle \| Straight Outta Rhyme Anima \| – \| \| 18. Januar 2021 – 24. Januar 2021 1 Woche \| 1 \| TXT \| Still Dreaming \| – \| \| 25. Januar 2021 – 31. Januar 2021 1 Woche \| 1 \| Colon \| Asutā アスター \| – \| \| 1. Februar 2021 – 7. Februar 2021 1 Woche \| 1 \| The Yellow Monkey \| Live Loud \| – \| \| 8. Februar 2021 – 14. Februar 2021 1 Woche \| 1 \| Sekai no Owari \| Sekai no Owari 2010–2019 \| – \| \| 15. Februar 2021 – 21. Februar 2021 1 Woche \| 1 \| NCT 127 \| Loveholic \| – \| \| 22. Februar 2021 – 28. Februar 2021 1 Woche \| 1 \| Hypnosis Mic: Division Rap Battle \| Hypnosis Mic: Division Rap Battle – 2nd D.R.B: Dotsuitare Hompo vs Buster Bros!!! \| – \| \| 1. März 2021 – 7. März 2021 1 Woche \| 1 \| Sexy Zone \| SZ10th \| – \| \| 8. März 2021 – 14. März 2021 1 Woche \| 1 \| Hypnosis Mic: Division Rap Battle \| Hypnosis Mic: Division Rap Battle – 2nd D.R.B: Bad Ass Temple vs Matenro \| – \| \| 15. März 2021 – 21. März 2021 1 Woche \| 1 \| Johnny’s West ジャニーズWEST \| Rainbow \| – \| \| 22. März 2021 – 28. März 2021 1 Woche \| 1 \| Hypnosis Mic: Division Rap Battle \| Hypnosis Mic: Division Rap Battle – 2nd D.R.B: Fling Posse vs Mad Trigger Crew \| – \| \| 29. März 2021 – 4. April 2021 1 Woche \| 1 \| Treasure \| The First Step: Treasure Effect \| – \| \| 5. April 2021 – 11. April 2021 1 Woche \| 1 \| ≠Me \| Chōtokkyū ≠Me Iki \| – \| \| 12. April 2021 – 18. April 2021 1 Woche \| 1 \| Astro \| All Yours \| – \| \| 19. April 2021 – 25. April 2021 1 Woche (insgesamt 2) \| 2 \| BTS \| Be \| – \| \| 26. April 2021 – 9. Mai 2021 2 Wochen \| 2 \| Enhypen \| Border: Carnival \| – \| \| 10. Mai 2021 – 16. Mai 2021 1 Woche \| 1 \| =LOVE \| Zenbu, Naisho. 全部、内緒 \| – \| \| 17. Mai 2021 – 23. Mai 2021 1 Woche \| 1 \| NCT Dream \| Hot Sauce \| – \| \| 24. Mai 2021 – 30. Mai 2021 1 Woche \| 1 \| Verschiedene Interpreten \| Demon Slayer – Tanjiro Kamado Risshi-hen Original Soundtrack \| – \| \| 31. Mai 2021 – 6. Juni 2021 1 Woche \| 1 \| Koichi Domoto 堂本光一 \| Playful \| – \| \| 7. Juni 2021 – 13. Juni 2021 1 Woche \| 1 \| TXT \| The Chaos Chapter: Freeze \| – \| \| 14. Juni 2021 – 4. Juli 2021 3 Wochen \| 3 \| BTS \| BTS, the Best \| – \| \| 5. Juli 2021 – 11. Juli 2021 1 Woche \| 1 \| Urashimasakatasen 浦島坂田船 \| L∞ve \| – \| \| 12. Juli 2021 – 18. Juli 2021 1 Woche \| 1 \| BTS \| Butter \| – \| \| 19. Juli 2021 – 25. Juli 2021 1 Woche \| 1 \| King & Prince \| Re:Sense \| – \| \| 26. Juli 2021 – 1. August 2021 1 Woche \| 1 \| Shinee \| Superstar \| – \| \| 2. August 2021 – 8. August 2021 1 Woche \| 1 \| Bish \| Going to Destruction \| – \| \| 9. August 2021 – 15. August 2021 1 Woche \| 1 \| Kis-My-Ft2 \| BEST of Kis-My-Ft2 \| – \| \| 16. August 2021 – 22. August 2021 1 Woche \| 1 \| Official Hige Dandism Official髭男dism \| Editorial \| – \| \| 23. August 2021 – 29. August 2021 1 Woche \| 1 \| Endrecheri \| Go to Funk 群青ランナウェイ \| – \| \| 30. August 2021 – 5. September 2021 1 Woche \| 1 \| V6 \| Step \| – \| \| 6. September 2021 – 12. September 2021 1 Woche \| 1 \| Hypnosis Mic: Division Rap Battle \| Hypnosis Mic: Division Rap Battle – 2nd D.R.B: Buster Bros!!! VS Matenro VS Fling Posse \| – \| \| 13. September 2021 – 19. September 2021 1 Woche \| 1 \| Keisuke Kuwata 桑田佳祐 \| Gohan Misoshiru Nori Otsukemono Tamagoyaki feat. Umeboshi ごはん味噌汁海苔お漬物卵焼き feat.梅干し \| – \| \| 20. September 2021 – 26. September 2021 1 Woche \| 1 \| NCT 127 \| Sticker \| – \| \| 27. September 2021 – 3. Oktober 2021 1 Woche \| 1 \| Snow Man \| Snow Mania S1 \| – \| \| 4. Oktober 2021 – 10. Oktober 2021 1 Woche \| 1 \| Glay \| Freedom Only \| – \| \| 11. Oktober 2021 – 17. Oktober 2021 1 Woche \| 1 \| Enhypen \| Dimension: Dilemma \| – \| \| 18. Oktober 2021 – 24. Oktober 2021 1 Woche (insgesamt 2) \| 2 \| Seventeen \| Attacca \| – \| \| 25. Oktober 2021 – 31. Oktober 2021 1 Woche \| 1 \| V6 \| Very6 Best \| – \| \| 1. November 2021 – 7. November 2021 1 Woche (insgesamt 2) \| 2 \| Seventeen \| Attacca \| – \| \| 8. November 2021 – 14. November 2021 1 Woche \| 1 \| Tomorrow X Together \| Chaotic Wonderland \| – \| \| 15. November 2021 – 21. November 2021 1 Woche \| 1 \| Kanjani8 関ジャニ⚭ \| 8Beat \| – \| \| 22. November 2021 – 28. November 2021 1 Woche \| 1 \| NiziU \| U \| – \| \| 29. November 2021 – 5. Dezember 2021 1 Woche \| 1 \| HKT48 \| Outstanding アウトスタンディング \| – \| \| 6. Dezember 2021 – 12. Dezember 2021 1 Woche \| 1 \| B’z \| Friends III \| – \| \| 13. Dezember 2021 – 19. Dezember 2021 1 Woche (insgesamt 2) \| 2 \| Nogizaka46 乃木坂46 \| Time Flies \| – \| \| 20. Dezember 2021 – 26. Dezember 2021 1 Woche \| 1 \| NCT \| Universe \| – \| \| 27. Dezember 2021 – 2. Januar 2022 1 Woche (insgesamt 2) \| 2 \| Nogizaka46 乃木坂46 \| Time Flies \| – \| |                                     |                                        | |                           |
| ← 2020 |                                     |                                        | | → 2022 →                  |
| Zeitraum | Wo. ges.                            | Interpret                              | Titel                                                                                              | Zusätzliche Informationen |
| (Zeitraum, Wochen auf Platz eins, Interpret, Titel, zusätzliche Informationen) |                                     |                                        | |                           |
| 28. Dezember 2020 – 3. Januar 2021 1 Woche (insgesamt 2) | 2                                   | Arashi 嵐                              | This Is Arashi This Is 嵐                                                                          | –                         |
| 4. Januar 2021 – 10. Januar 2021 1 Woche | 1                                   | SixTones                               | 1ST                                                                                                | –                         |
| 11. Januar 2021 – 17. Januar 2021 1 Woche | 1                                   | Hypnosis Mic: Division Rap Battle      | Straight Outta Rhyme Anima                                                                         | –                         |
| 18. Januar 2021 – 24. Januar 2021 1 Woche | 1                                   | TXT                                    | Still Dreaming                                                                                     | –                         |
| 25. Januar 2021 – 31. Januar 2021 1 Woche | 1                                   | Colon                                  | Asutā アスター                                                                                     | –                         |
| 1. Februar 2021 – 7. Februar 2021 1 Woche | 1                                   | The Yellow Monkey                      | Live Loud                                                                                          | –                         |
| 8. Februar 2021 – 14. Februar 2021 1 Woche | 1                                   | Sekai no Owari                         | Sekai no Owari 2010–2019                                                                           | –                         |
| 15. Februar 2021 – 21. Februar 2021 1 Woche | 1                                   | NCT 127                                | Loveholic                                                                                          | –                         |
| 22. Februar 2021 – 28. Februar 2021 1 Woche | 1                                   | Hypnosis Mic: Division Rap Battle      | Hypnosis Mic: Division Rap Battle – 2nd D.R.B: Dotsuitare Hompo vs Buster Bros!!!                  | –                         |
| 1. März 2021 – 7. März 2021 1 Woche | 1                                   | Sexy Zone                              | SZ10th                                                                                             | –                         |
| 8. März 2021 – 14. März 2021 1 Woche | 1                                   | Hypnosis Mic: Division Rap Battle      | Hypnosis Mic: Division Rap Battle – 2nd D.R.B: Bad Ass Temple vs Matenro                           | –                         |
| 15. März 2021 – 21. März 2021 1 Woche | 1                                   | Johnny’s West ジャニーズWEST           | Rainbow                                                                                            | –                         |
| 22. März 2021 – 28. März 2021 1 Woche | 1                                   | Hypnosis Mic: Division Rap Battle      | Hypnosis Mic: Division Rap Battle – 2nd D.R.B: Fling Posse vs Mad Trigger Crew                     | –                         |
| 29. März 2021 – 4. April 2021 1 Woche | 1                                   | Treasure                               | The First Step: Treasure Effect                                                                    | –                         |
| 5. April 2021 – 11. April 2021 1 Woche | 1                                   | ≠Me                                    | Chōtokkyū ≠Me Iki                                                                                  | –                         |
| 12. April 2021 – 18. April 2021 1 Woche | 1                                   | Astro                                  | All Yours                                                                                          | –                         |
| 19. April 2021 – 25. April 2021 1 Woche (insgesamt 2) | 2                                   | BTS                                    | Be                                                                                                 | –                         |
| 26. April 2021 – 9. Mai 2021 2 Wochen | 2                                   | Enhypen                                | Border: Carnival                                                                                   | –                         |
| 10. Mai 2021 – 16. Mai 2021 1 Woche | 1                                   | =LOVE                                  | Zenbu, Naisho. 全部、内緒                                                                          | –                         |
| 17. Mai 2021 – 23. Mai 2021 1 Woche | 1                                   | NCT Dream                              | Hot Sauce                                                                                          | –                         |
| 24. Mai 2021 – 30. Mai 2021 1 Woche | 1                                   | Verschiedene Interpreten               | Demon Slayer – Tanjiro Kamado Risshi-hen Original Soundtrack                                       | –                         |
| 31. Mai 2021 – 6. Juni 2021 1 Woche | 1                                   | Koichi Domoto 堂本光一                 | Playful                                                                                            | –                         |
| 7. Juni 2021 – 13. Juni 2021 1 Woche | 1                                   | TXT                                    | The Chaos Chapter: Freeze                                                                          | –                         |
| 14. Juni 2021 – 4. Juli 2021 3 Wochen | 3                                   | BTS                                    | BTS, the Best                                                                                      | –                         |
| 5. Juli 2021 – 11. Juli 2021 1 Woche | 1                                   | Urashimasakatasen 浦島坂田船           | L∞ve                                                                                               | –                         |
| 12. Juli 2021 – 18. Juli 2021 1 Woche | 1                                   | BTS                                    | Butter                                                                                             | –                         |
| 19. Juli 2021 – 25. Juli 2021 1 Woche | 1                                   | King & Prince                          | Re:Sense                                                                                           | –                         |
| 26. Juli 2021 – 1. August 2021 1 Woche | 1                                   | Shinee                                 | Superstar                                                                                          | –                         |
| 2. August 2021 – 8. August 2021 1 Woche | 1                                   | Bish                                   | Going to Destruction                                                                               | –                         |
| 9. August 2021 – 15. August 2021 1 Woche | 1                                   | Kis-My-Ft2                             | BEST of Kis-My-Ft2                                                                                 | –                         |
| 16. August 2021 – 22. August 2021 1 Woche | 1                                   | Official Hige Dandism Official髭男dism | Editorial                                                                                          | –                         |
| 23. August 2021 – 29. August 2021 1 Woche | 1                                   | Endrecheri                             | Go to Funk 群青ランナウェイ                                                                        | –                         |
| 30. August 2021 – 5. September 2021 1 Woche | 1                                   | V6                                     | Step                                                                                               | –                         |
| 6. September 2021 – 12. September 2021 1 Woche | 1                                   | Hypnosis Mic: Division Rap Battle      | Hypnosis Mic: Division Rap Battle – 2nd D.R.B: Buster Bros!!! VS Matenro VS Fling Posse            | –                         |
| 13. September 2021 – 19. September 2021 1 Woche | 1                                   | Keisuke Kuwata 桑田佳祐                | Gohan Misoshiru Nori Otsukemono Tamagoyaki feat. Umeboshi ごはん味噌汁海苔お漬物卵焼き feat.梅干し | –                         |
| 20. September 2021 – 26. September 2021 1 Woche | 1                                   | NCT 127                                | Sticker                                                                                            | –                         |
| 27. September 2021 – 3. Oktober 2021 1 Woche | 1                                   | Snow Man                               | Snow Mania S1                                                                                      | –                         |
| 4. Oktober 2021 – 10. Oktober 2021 1 Woche | 1                                   | Glay                                   | Freedom Only                                                                                       | –                         |
| 11. Oktober 2021 – 17. Oktober 2021 1 Woche | 1                                   | Enhypen                                | Dimension: Dilemma                                                                                 | –                         |
| 18. Oktober 2021 – 24. Oktober 2021 1 Woche (insgesamt 2) | 2                                   | Seventeen                              | Attacca                                                                                            | –                         |
| 25. Oktober 2021 – 31. Oktober 2021 1 Woche | 1                                   | V6                                     | Very6 Best                                                                                         | –                         |
| 1. November 2021 – 7. November 2021 1 Woche (insgesamt 2) | 2                                   | Seventeen                              | Attacca                                                                                            | –                         |
| 8. November 2021 – 14. November 2021 1 Woche | 1                                   | Tomorrow X Together                    | Chaotic Wonderland                                                                                 | –                         |
| 15. November 2021 – 21. November 2021 1 Woche | 1                                   | Kanjani8 関ジャニ⚭                     | 8Beat                                                                                              | –                         |
| 22. November 2021 – 28. November 2021 1 Woche | 1                                   | NiziU                                  | U                                                                                                  | –                         |
| 29. November 2021 – 5. Dezember 2021 1 Woche | 1                                   | HKT48                                  | Outstanding アウトスタンディング                                                                   | –                         |
| 6. Dezember 2021 – 12. Dezember 2021 1 Woche | 1                                   | B’z                                    | Friends III                                                                                        | –                         |
| 13. Dezember 2021 – 19. Dezember 2021 1 Woche (insgesamt 2) | 2                                   | Nogizaka46 乃木坂46                    | Time Flies                                                                                         | –                         |
| 20. Dezember 2021 – 26. Dezember 2021 1 Woche | 1                                   | NCT                                    | Universe                                                                                           | –                         |
| 27. Dezember 2021 – 2. Januar 2022 1 Woche (insgesamt 2) | 2                                   | Nogizaka46 乃木坂46                    | Time Flies                                                                                         | –                         |

## Jahreshitparaden
| ← 2020 ← | Liste der Nummer-eins-Hits in Japan | Liste der Nummer-eins-Hits in Japan | Liste der Nummer-eins-Hits in Japan | 2022 →   |
| \| Singles \| Position# \| Alben \| \| -------------------------------------- \| --------- \| ----------------------------------- \| \| Grandeur Snow Man \| 1 \| BTS, the Best BTS \| \| Hello Hello Snow Man \| 2 \| Snow Mania S1 Snow Man \| \| Ubu Love Naniwa Danshi \| 3 \| 1ST SixTones \| \| Secret Touch Snow Man \| 4 \| Re:Sense King & Prince \| \| Boku wa Boku o Suki ni Naru Nogizaka46 \| 5 \| Attacca Seventeen \| \| ごめんねFingers crossed Nogizaka46 \| 6 \| 8Beat Kanjani8 \| \| Kimi ni Shikarareta Nogizaka46 \| 7 \| BEST of Kis-My-Ft2 Kis-My-Ft2 \| \| I Promise King & Prince \| 8 \| Fab! -Music speaks.- Hey! Say! Jump \| \| A (Rocketeer/Brighter) INI \| 9 \| Your Choice Seventeen \| \| Kimi Shika Katan Hinatazaka46 \| 10 \| Rainbow Johnny’s West \| |                                     |                                     |                                     |          |
| ← 2020 |                                     |                                     |                                     | → 2022 → |
| Singles | Position#                           | Alben                               |                                     |          |
| Grandeur Snow Man | 1                                   | BTS, the Best BTS                   |                                     |          |
| Hello Hello Snow Man | 2                                   | Snow Mania S1 Snow Man              |                                     |          |
| Ubu Love Naniwa Danshi | 3                                   | 1ST SixTones                        |                                     |          |
| Secret Touch Snow Man | 4                                   | Re:Sense King & Prince              |                                     |          |
| Boku wa Boku o Suki ni Naru Nogizaka46 | 5                                   | Attacca Seventeen                   |                                     |          |
| ごめんねFingers crossed Nogizaka46 | 6                                   | 8Beat Kanjani8                      |                                     |          |
| Kimi ni Shikarareta Nogizaka46 | 7                                   | BEST of Kis-My-Ft2 Kis-My-Ft2       |                                     |          |
| I Promise King & Prince | 8                                   | Fab! -Music speaks.- Hey! Say! Jump |                                     |          |
| A (Rocketeer/Brighter) INI | 9                                   | Your Choice Seventeen               |                                     |          |
| Kimi Shika Katan Hinatazaka46 | 10                                  | Rainbow Johnny’s West               |                                     |          |